# Vinícius Marques de Carvalho
Vinícius Marques de Carvalho (São Paulo, 5 de dezembro de 1977) é um professor e advogado brasileiro, docente da Universidade de São Paulo (USP) e atual ministro-chefe da Controladoria-Geral da União no governo Lula. Foi presidente do Conselho Administrativo de Defesa Econômica (Cade) entre 2012 e 2016.

## Biografia
Nascido em 1977, na capital paulista, formou-se em direito pela Universidade de São Paulo (USP) em 2001. Na mesma instituição, obteve o doutorado em 2007, ano em que também recebeu outro título de doutor, em direito comparado, pela Université Paris 1 Panthéon-Sorbonne. Atuou como especialista em políticas públicas e gestão governamental no governo federal entre 2006 e 2016. Também exerceu o cargo de secretário de direito econômico entre 2011 e 2012, antes de assumir a presidência do Conselho Adminstrativo de Defesa Econômica (Cade), no período de 2012 a 2016, durante o governo Dilma Rousseff.
Especialista em direito concorrencial, é professor-doutor no departamento de direito comercial da USP, onde leciona desde 2014. Também é sócio licenciado do escritório VMCA Advogados. Integrante do grupo Prerrogativas, é crítico da atuação da Operação Lava Jato e do ex-juiz Sergio Moro, em especial no que se refere ao que considera o erro de punir as empresas envolvidas em escândalos de corrupção, e não os executivos implicados nos crimes, desconsiderando a sustentabilidade das companhias e gerando prejuízo à economia do país.
No final de 2022, depois de ter integrado a equipe de transição para o terceiro governo Lula, como parte do grupo a cargo das discussões sobre infraestrutura, foi anunciado como ministro-chefe da Controladoria-Geral da União. Nesse cargo, é um dos responsáveis pelo combate à corrupção e pela efetivação da transparência do governo.

## Condecorações
| Insígnia | País   | Honra                           | Data                   |
| -------- | ------ | ------------------------------- | ---------------------- |
|          | Brasil | Grã-Cruz da Ordem de Rio Branco | 21 de novembro de 2023 |